# U Szanggvon
U Szanggvon (hangul: 우상권, handzsa: 禹相權, RR: U Sang-gwon; 1926. február 2. – Szöul, 1975. december 13.) dél-koreai labdarúgócsatár. A dél-koreai labdarúgó-válogatott színeiben részt vett az 1954-es labdarúgó-világbajnokságon.